# Liu Rui
Liu Rui (chinesisch 刘锐, Pinyin Liú Ruì; * 13. März 1982 in Harbin) ist ein chinesischer Curler. Er ist Mitglied des Harbin Curlingclub und spielt derzeit als Skip des chinesischen Nationalteams.
Lius größte Erfolge waren die Siege bei den Curling-Pazifik-Asienmeisterschaften der Jahre 2007, 2008,  2009, 2011, 2012 und 2013, ein zweiter Platz bei diesem Wettbewerb (2016), der Sieg bei den Winter-Asienspielen 2017, die Bronzemedaille bei der Winter-Universiade 2009 und das Erreichen der Endrunde bei der Weltmeisterschaft 2008.
Bei der Weltmeisterschaft 2009, nachdem seine Mannschaft die ersten Spiele sämtlich verlor, spielte er in den späteren Begegnungen der Vorrunde die letzten beiden Steine, während Wang Fengchun auf die dritte Position rückte, aber weiterhin die Funktion des Skip ausführte. So gelangen noch vier Siege, unter anderem gegen den späteren Weltmeister Schottland, aber nicht mehr der Einzug in die Endrunde. Weitere Weltmeisterschaftsteilnahmen folgten 2010, 2012, 2013, 2014 und 2017; die beste Platzierung gelang 2017 mit dem fünften Platz.
Im Februar 2010 nahm Liu als Mitglied des chinesischen Teams an den Olympischen Winterspielen 2010 in Vancouver (Kanada) teil. Die Mannschaft belegte den achten Platz. Bei den Olympischen Winterspielen 2014 in Sotschi führte er die chinesische Nationalmannschaft als Skip. Die Mannschaft kam in die Play-offs, verlor aber im Halbfinale gegen Kanada mit Skip Brad Jacobs und im Spiel um Platz 3 gegen Schweden mit Skip Niklas Edin.
Beim Olympischen Qualifikationsturnier im Dezember 2017 konnte er mit der chinesischen Männermannschaft nur den fünften Platz erreichen und verpasste damit die Qualifikation für die Olympischen Winterspiele 2018. 
Liu spielt auch auf der World Curling Tour und konnte dort mehrere Wettbewerbe gewinnen.